# Цоадело (Бреша)
Цоадело је насеље у Италији у округу Бреша, региону Ломбардија.
Према процени из 2011. у насељу је живело 132 становника. Насеље се налази на надморској висини од 663 м.